# Тимурдара
Тимурдара (тадж. Темурдара) — проточное озеро, расположенное в низовье реки Казнок (бассейн реки Каратаг) на территории Шахринавского района Районов республиканского подчинения Таджикистана.
Площадь озера — 0,11 км². Площадь водосбора — 22,7 км². Длина — 500 м, ширина — 171 м. Глубина — 15,9 м. Береговая линия — 1400 м. В период с конца июня по начало сентября объём воды в озере достигает 1 млн 380 тысяч м³.

## Описание
Озеро Тимурдара образовалось в результате скольжения ледника и обвала горы на высоте 1970 метров над уровнем моря, в северо-восточной части реки Каратаг, между хребтами Кошкак на севере и Хилаликтау на юге. Озеро расположено в 38 км от райцентра Шахринавского района — села Шахринав.

## Химический состав
Согласно классификации природных вод по выделению гидрохимических фаций Г. А. Максимовича, Тимурдара входит в зону горных территорий гидрокарбонатной гидрохимической формации с преобладанием гидрокарбонатно-кальциевых вод. Таблица учёного выглядит следующим образом:
| Формация         | Фация               | Минерализация, мг/л |
| ---------------- | ------------------- | ------------------- |
| Гидрокарбонатная | HCO3— —SO4²- — Ca²+ | 200—500             |